# لويزا
لويزا (بالإنجليزية: Louisa, Kentucky) هي مدينة تقع في مقاطعة لورينس، كنتاكي بولاية كنتاكي في وسط جنوب شرق الولايات المتحدة. تأسست عام 1822، تبلغ مساحة هذه المدينة 3.6 (كم²)، وترتفع عن سطح البحر 178 م، بلغ عدد سكانها 2467 نسمة في عام 2010 حسب إحصاء مكتب تعداد الولايات المتحدة وتصل الكثافة السكانية فيها 685.3 نسمة/كم2.

## التركيبة السكانية
حدّد مكتب تعداد الولايات المتحدة بيانات التركيبة السكانية للويزا في تعداد الولايات المتحدة. في ما يلي، التركيبة السكانية حسب تعدادي 2000 و2010.

### تعداد عام 2000
بلغ عدد سكان لويزا 2,018 نسمة بحسب تعداد عام 2000، وبلغ عدد الأسر 927 أسرة وعدد العائلات 549 عائلة مقيمة في المدينة. في حين سجلت الكثافة السكانية 345 نسمة لكل كيلومتر مربع (893.5/ميل2). وبلغ عدد الوحدات السكنية 1,065 وحدة بمتوسط كثافة قدره 182.1 لكل كيلومتر مربع (471.6/ميل2).
وتوزع التركيب العرقي للمدينة بنسبة 98.61% من البيض و0.50% من الأمريكيين الأفارقة و0.05% من الأمريكيين الأصليين و0.10% من الأمريكيين ذوي الأصول الآسيوية و0.05% من الأعراق الأخرى و0.69% من عرقين مختلطين أو أكثر و0.20% من الهسبانيون أو اللاتينيون من أي عرق.
بلغ عدد الأسر 927 أسرة كانت نسبة 29.3% منها لديها أطفال تحت سن الثامنة عشر تعيش معهم، وبلغت نسبة الأزواج القاطنين مع بعضهم البعض 41.3% من أصل المجموع الكلي للأسر، ونسبة 15.2% من الأسر كان لديها معيلات من الإناث دون وجود شريك، بينما كانت نسبة 2.7% من الأسر لديها معيلون من الذكور دون وجود شريكة وكانت نسبة 40.8% من غير العائلات. تألفت نسبة 38.1% من أصل جميع الأسر من عدة أفراد يعيشون في نفس المنزل ونسبة 18.4% كانت تتألف من شخص يعيش بمفرده يبلغ من العمر 65 عاماً أو أكثر. وبلغ متوسط حجم الأسرة المعيشية 2.16، أما متوسط حجم العائلات فبلغ 2.84.
بلغ العمر الوسطي للسكان 39.4 عاماً. وكانت نسبة 22.1% من القاطنين تحت سن الثامنة عشر، وكانت نسبة 9.7% بين الثامنة عشر والرابعة والعشرين عاماً، ونسبة 25.7% كانت واقعةً في الفئة العمرية ما بين الخامسة والعشرين والرابعة والأربعين عاماً، ونسبة 23.6% كانت ما بين الخامسة والأربعين والرابعة والستين، ونسبة 17.9% كانت ضمن فئة الخامسة والستين عاماً فما فوق. يوجد لكل 100 أنثى 79.0 ذكر، ويوجد لكل 100 أنثى في الثامنة عشر من عمرها فما فوق 73.4 ذكر.
بلغ متوسط دخل الأسرة في المدينة 16,690 دولارًا، أما متوسط دخل العائلة فبلغ 24,474 دولارًا. وكان متوسط دخل الذكور 30,000 دولارًا مقابل 21,250 دولارًا للإناث. وسجل دخل الفرد الخاص بالمدينة 16,746 دولارًا. وكانت نسبة 27.5% من العائلات ونسبة 32.8% من السكان تحت خط الفقر، وكان من هؤلاء نسبة 47.3% تحت سن الثامنة عشر ونسبة 17.4% في الخامسة والستين من العمر وما فوق.

### تعداد عام 2010
بلغ عدد سكان لويزا 2,467 نسمة بحسب تعداد عام 2010، وبلغ عدد الأسر 1,053 أسرة وعدد العائلات 648 عائلة مقيمة في المدينة. في حين سجلت الكثافة السكانية 421.7 نسمة لكل كيلومتر مربع (1,092.2/ميل2). وبلغ عدد الوحدات السكنية 1,180 وحدة بمتوسط كثافة قدره 201.7 لكل كيلومتر مربع (522.4/ميل2).
وتوزع التركيب العرقي للمدينة بنسبة 98.22% من البيض و0.49% من الأمريكيين الأفارقة و0.04% من الأمريكيين الأصليين و0.04% من الأمريكيين ذوي الأصول الآسيوية و0.45% من الأعراق الأخرى و0.77% من عرقين مختلطين أو أكثر و0.85% من الهسبانيون أو اللاتينيون من أي عرق.
بلغ عدد الأسر 1,053 أسرة كانت نسبة 31.8% منها لديها أطفال تحت سن الثامنة عشر تعيش معهم، وبلغت نسبة الأزواج القاطنين مع بعضهم البعض 38.6% من أصل المجموع الكلي للأسر، ونسبة 17.5% من الأسر كان لديها معيلات من الإناث دون وجود شريك، بينما كانت نسبة 5.5% من الأسر لديها معيلون من الذكور دون وجود شريكة وكانت نسبة 38.5% من غير العائلات. تألفت نسبة 33.9% من أصل جميع الأسر من عدة أفراد يعيشون في نفس المنزل ونسبة 13.7% كانت تتألف من شخص يعيش بمفرده يبلغ من العمر 65 عاماً أو أكثر. وبلغ متوسط حجم الأسرة المعيشية 2.24، أما متوسط حجم العائلات فبلغ 2.85.
بلغ العمر الوسطي للسكان 39.6 عاماً. وكانت نسبة 22.3% من القاطنين تحت سن الثامنة عشر، وكانت نسبة 10.7% بين الثامنة عشر والرابعة والعشرين عاماً، ونسبة 22.9% كانت واقعةً في الفئة العمرية ما بين الخامسة والعشرين والرابعة والأربعين عاماً، ونسبة 26.1% كانت ما بين الخامسة والأربعين والرابعة والستين، ونسبة 18% كانت ضمن فئة الخامسة والستين عاماً فما فوق. وتوزع التركيب الجنسي للسكان بنسبة 44.6% ذكور و55.4% إناث.

## أعلام
- شاندلير شيبرد
- فرد فرانك
- ريك تومسون

## وصلات خارجية
- www.cityoflouisa.com نسخة محفوظة 23 سبتمبر 2015 على موقع واي باك مشين.
- The US50 - Cities and Towns in Kentucky State